# Зиновьев, Александр Михайлович
Александр Михайлович Зиновьев (1961—2005) — советский, позднее украинский велогонщик. Заслуженный мастер спорта СССР (1983).

## Биография
Начал заниматься велоспортом в Великих Луках с 1973 г. в секции радиозавода под руководством тренера Н. Н. Ерошенкова. После переезда в Харьков в 1980 году его тренером стал Виталий Гаврилович Резван.
Двукратный чемпион мира (1983, 1985).
Чемпион Спартакиады народов СССР 1983 в командной гонке. Чемпион СССР 1982 в многодневной гонке (в командном зачете) и 1984 в групповой гонке. Победитель международных соревнований «Дружба-84» в групповой гонке и серебряный призёр этих соревнований в командной гонке. В 1985 году победил на Вуэльте Кубы и первенствовал в командном зачёте на Велогонке Мира.
С 1989 года — в профессиональном спорте. Выступал в командах:
- Alfa Lum — STM (1989)
- Лада-Гжель (1990)
- Calçado Ruquita — Feirense (1991)
- Feirense — Philips (1992)

Окончил Великолукский государственный институт физической культуры. В последние годы жизни работал тренером в США, где и скончался в 2005 году.
В Великих Луках проводится турнир памяти А. Зиновьева по велоспорту.